# Arabia Felix
Arabia Felix, wat staat voor Gelukkig Arabië is een Romeinse benaming voor het gebied ten zuiden en zuidwesten van de Romeinse provincie Arabia Petraea, het huidige Asir en Jemen.
Ten noorden ervan ligt het landschap Hidjaz waar zowel de steden Mekka als Medina liggen. Dit gebied was in tegenstelling tot het overgrote deel van Arabia Petraea, dat woestijn was, veel vruchtbaarder. Zo werd er in het gebied wierook, koffie, suikerriet, granaatappelen, vijgen en dadels verbouwd.